# Convolvulus scoparius
Convolvulus scoparius är en vindeväxtart som beskrevs av Carl von Linné d.y.. Convolvulus scoparius ingår i släktet vindor, och familjen vindeväxter. Inga underarter finns listade i Catalogue of Life.

## Bildgalleri

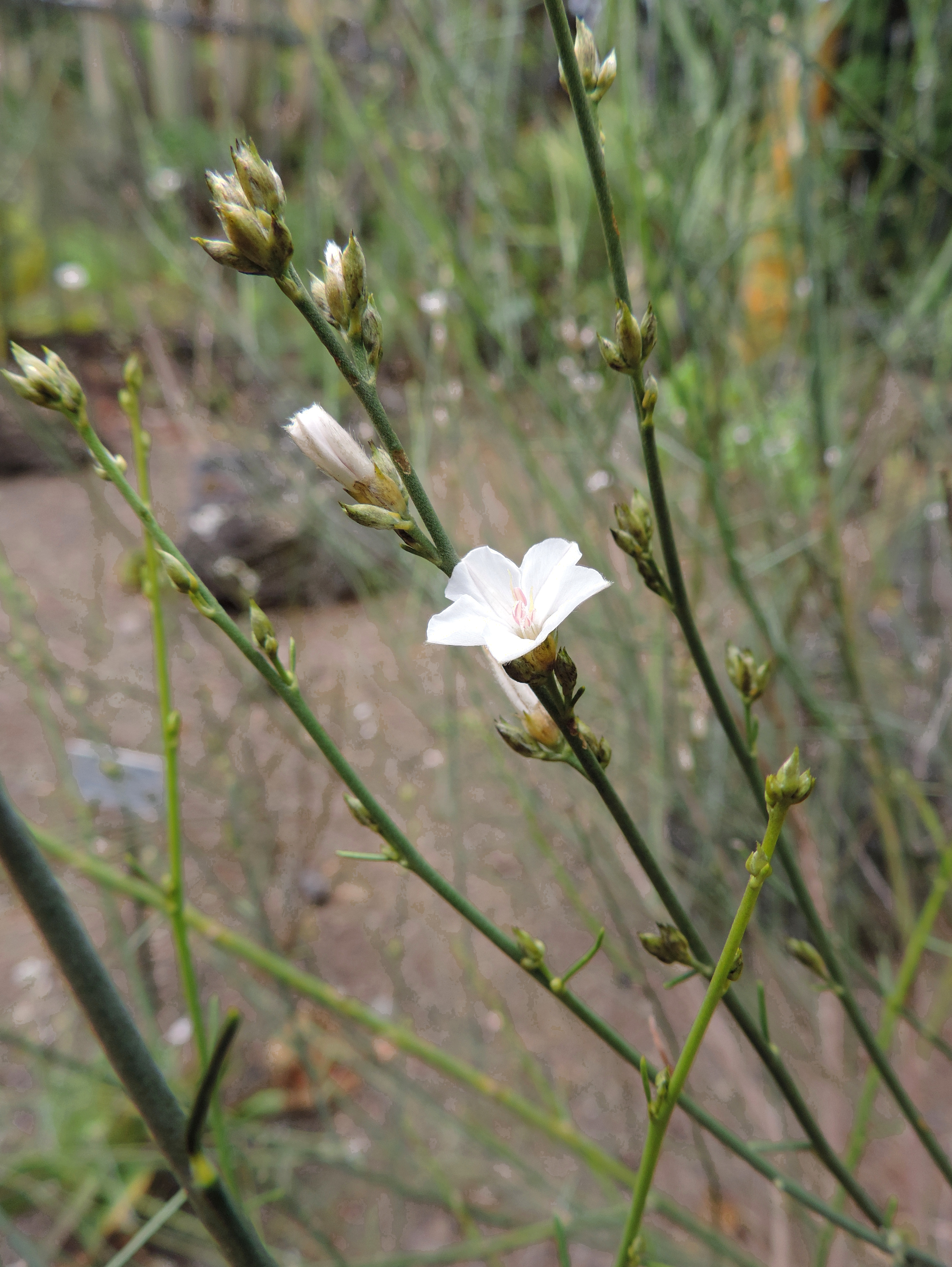
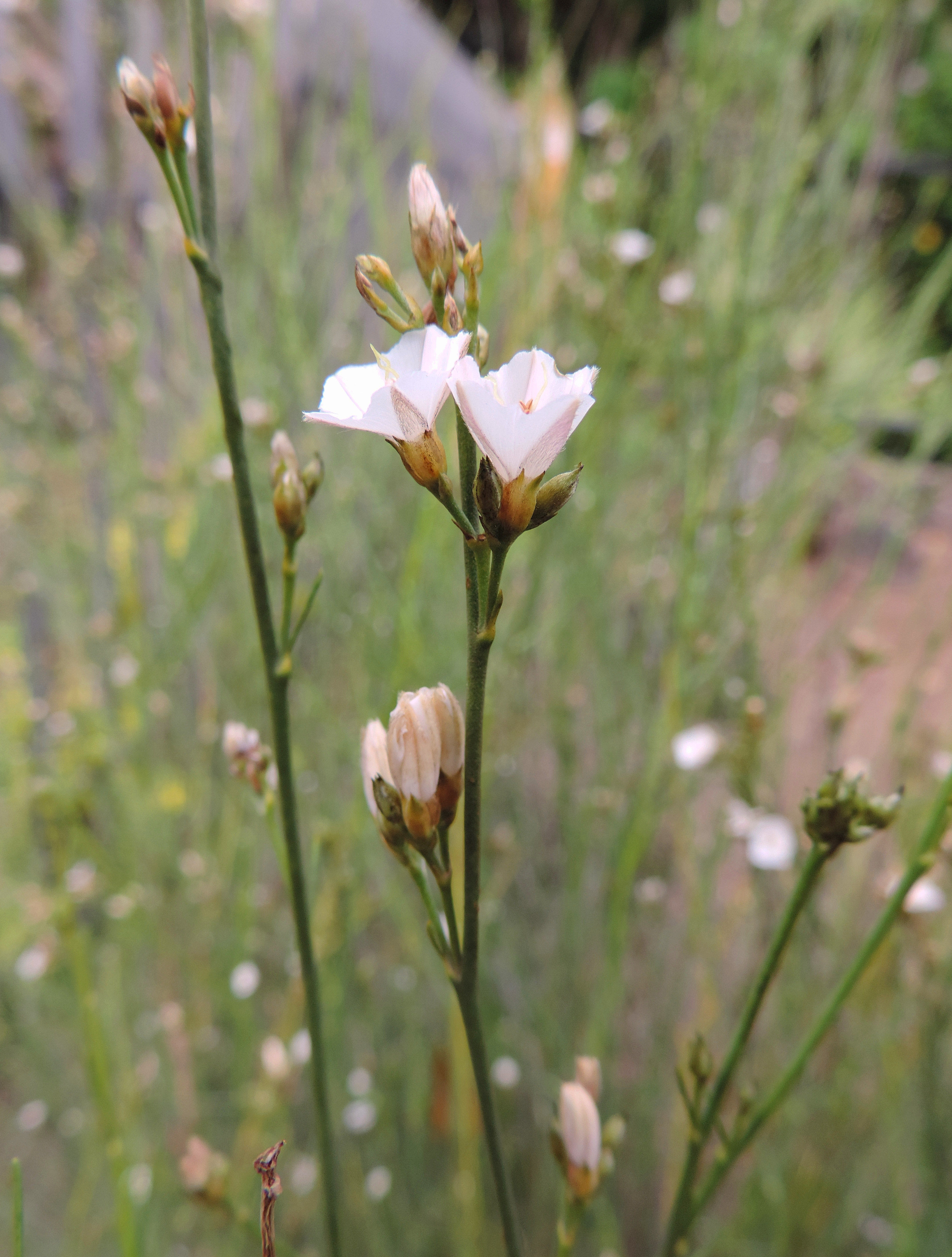
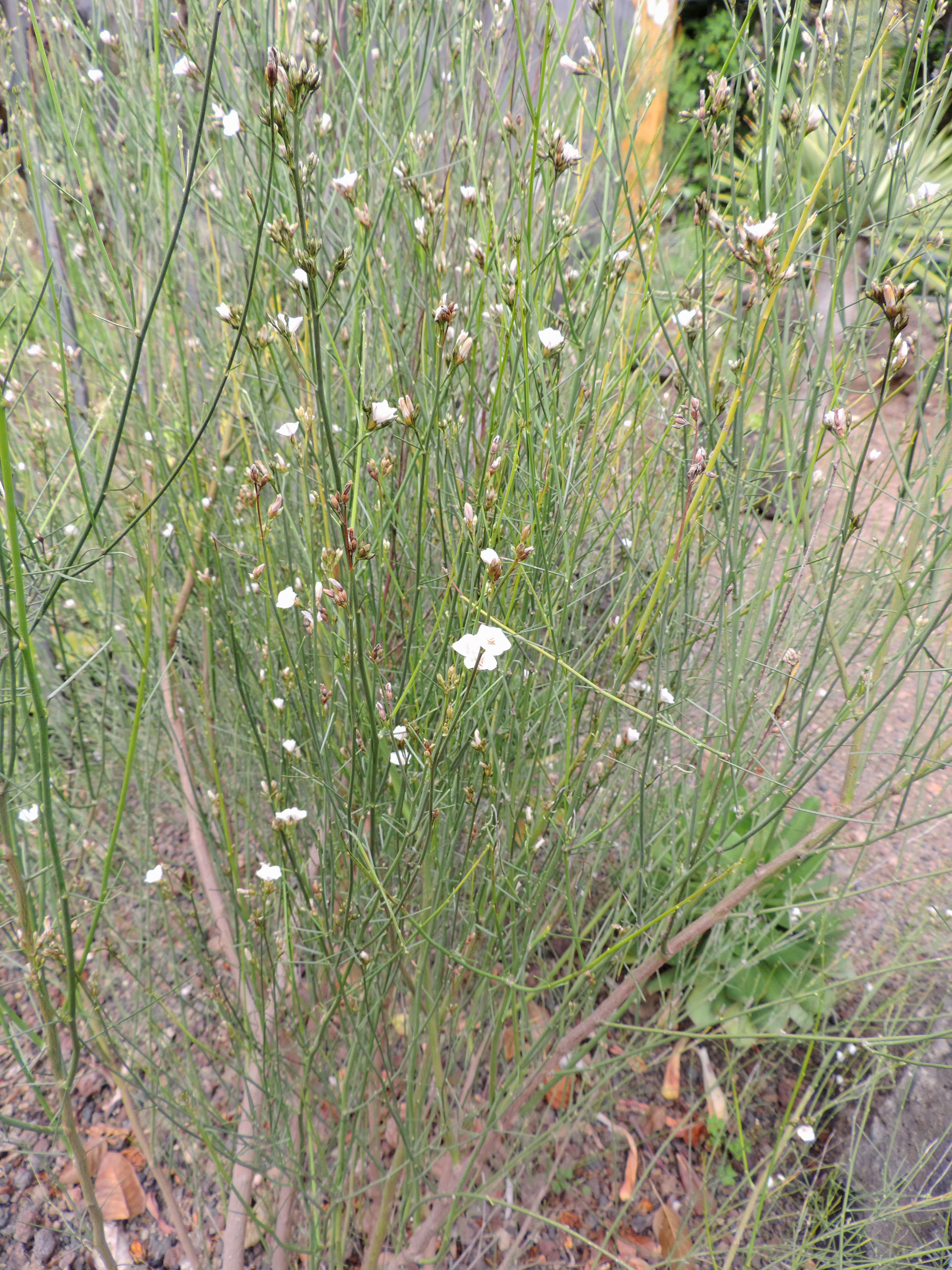